# Liste deutschsprachiger Freikirchenhistoriker
Die alphabetisch angeordnete Liste deutschsprachiger Freikirchenhistoriker umfasst jene Historiker, die in deutscher Sprache publizieren (oder früher publiziert haben) und deren Forschungen sich zu einem wesentlichen Teil mit der Geschichte der neueren Freikirchen befassen. 
Die Erforschung der – oft als der Beginn des Freikirchentums eingeschätzten – Täuferbewegung des 16. Jahrhunderts wird hier ausgeklammert, denn sie stellt ein eigenes, seit langem intensiv bearbeitetes Thema dar, und im Allgemeinen verwenden Historiker bei der Darstellung der Täufer kaum den Begriff „Freikirche“.

## Erforschung der Geschichte der Freikirchen
→ Freikirchengeschichtsschreibung
Die Geschichte der Freikirchen der letzten Jahrhunderte wird kaum an Theologischen Fakultäten der Universitäten behandelt. 
Ihr widmen sich die Kirchengeschichte-Dozenten freikirchlicher Seminare und andere Mitglieder von Freikirchen, insbesondere Pastoren. Diesen geht es zumeist um die Geschichte der jeweils eigenen Freikirche. Seit ungefähr 1990, dem Gründungsjahr des Vereins für Freikirchenforschung, werden durch thematisch übergreifende Vergleiche zwischen den Konfessionen allgemeinere historische Erkenntnisse angestrebt.
Zu den Namen der hier ausgewählten Historiker sind die jeweiligen Forschungsschwerpunkte in Klammern beigefügt.

## Liste ausgewählter Freikirchenhistoriker
- Günter Balders (Baptisten, Pietismus, Hymnologie)
- Ulrich Bister (Brüderbewegung)
- Oswald Eggenberger (Sondergemeinschaften)
- Heinold Fast (Täufer, Mennoniten)
- Erich Geldbach (Baptisten, Freikirchen)
- Hans-Jürgen Goertz (Täufer, Mennoniten)
- Franz Graf-Stuhlhofer (Baptisten, Österreich)
- Wolfgang E. Heinrichs (Freikirchen, Wuppertal)
- Daniel Heinz (Siebenten-Tags-Adventisten)
- Walther Hermes (Freie evangelische Gemeinden)
- Frank Hinkelmann (Österreich)
- Stephan Holthaus (Evangelikale)
- Kurt Hutten (Sondergemeinschaften)
- August Jung (Freie evangelische Gemeinden)
- Werner Klän (Altlutheraner, konkordienlutherische Kirchen)
- Diether Götz Lichdi (Mennoniten)
- Hans Luckey (Baptisten)
- Christoph Raedel (Methodisten)
- Martin Rothkegel (Baptisten, Täufer)
- Astrid von Schlachta (Hutterer, Mennoniten)
- Herbert Stahl (Baptisten)
- Ulrike Schuler (Methodisten)
- Andrea Strübind (Baptisten, Täufer)
- Karl Heinz Voigt (Methodisten, Freikirchen)

## Bibliographie zur Geschichte der Freikirchen
Das Jahrbuch Freikirchenforschung, herausgegeben vom Verein für Freikirchenforschung, enthält jeweils eine etwa 30 Seiten umfassende Bibliographie zur Geschichte der Freikirchen. Die Mehrzahl der Autoren der dort verzeichneten Publikationen befasst sich mit der Freikirchengeschichte.